# Slough
Slough er en by i det sydlige England, med et indbyggertal (pr. 2007) på cirka 120.000. Byen ligger i grevskabet Berkshire i regionen South East England, 35 kilometer vest for landets hovedstad London.

## Kommunen
Kommunen styres af Slough Borough Council, og den blev en Enhedslig myndighed i 1998.